# Beauvoir (Oise)
Pour les articles homonymes, voir Beauvoir.
Beauvoir est une commune française située dans le département de l'Oise, en région Hauts-de-France.
Ses habitants sont appelés les Beauvairois et les Beauvairoises.

## Géographie

### Description

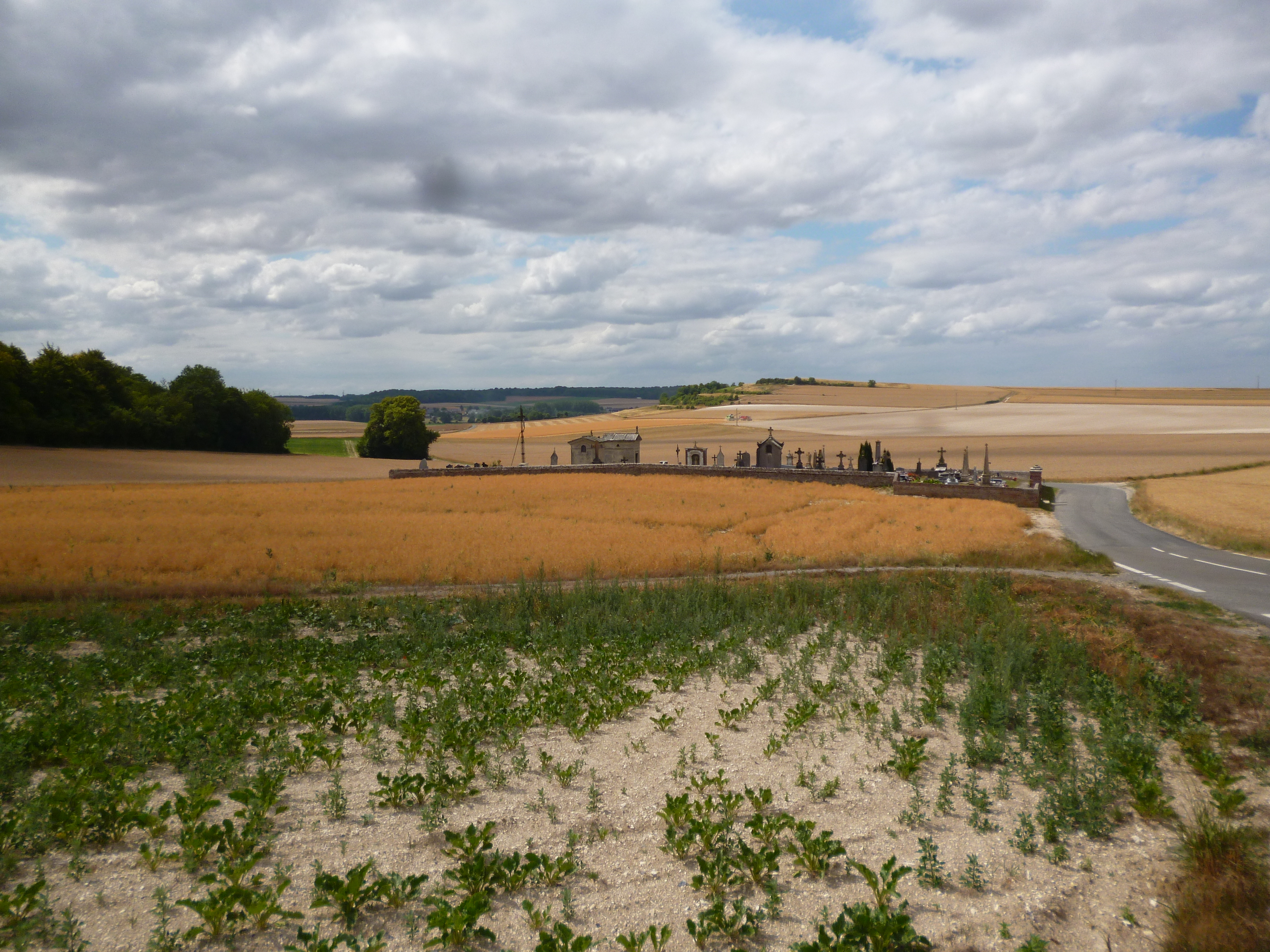
Paysage avec le cimetière, où passe la voie romaine.

Beauvoir est un village rural du Plateau picard dans l'Oise, jouxtant au sud-est Breteuil et situé à 33 km au sud d'Amiens, 25 km au nord-est de Beauvais, 18 km à l'ouest de Montdidier. Il est desservi par le tracé initial de l'ancienne route nationale 16 (France).
La commune est traversée par le méridien de Paris, matérialisé par la méridienne verte. Le Sentier de grande randonnée GR 124 traverse le village.
Beauvoir est juchée a une altitude de 97 mètres ce qui lui permet d'avoir une vue panoramique assez développée sur Breteuil et bien d'autres communes.

### Communes limitrophes
| Breteuil       |                         | Tartigny   |
| Vendeuil-Caply | Beauvoir                | Chepoix    |
|                | Saint-André-Farivillers | Bonvillers |

### Hydrographie
La commune est située dans le bassin Artois-Picardie. Elle n'est drainée par aucun cours d'eau.

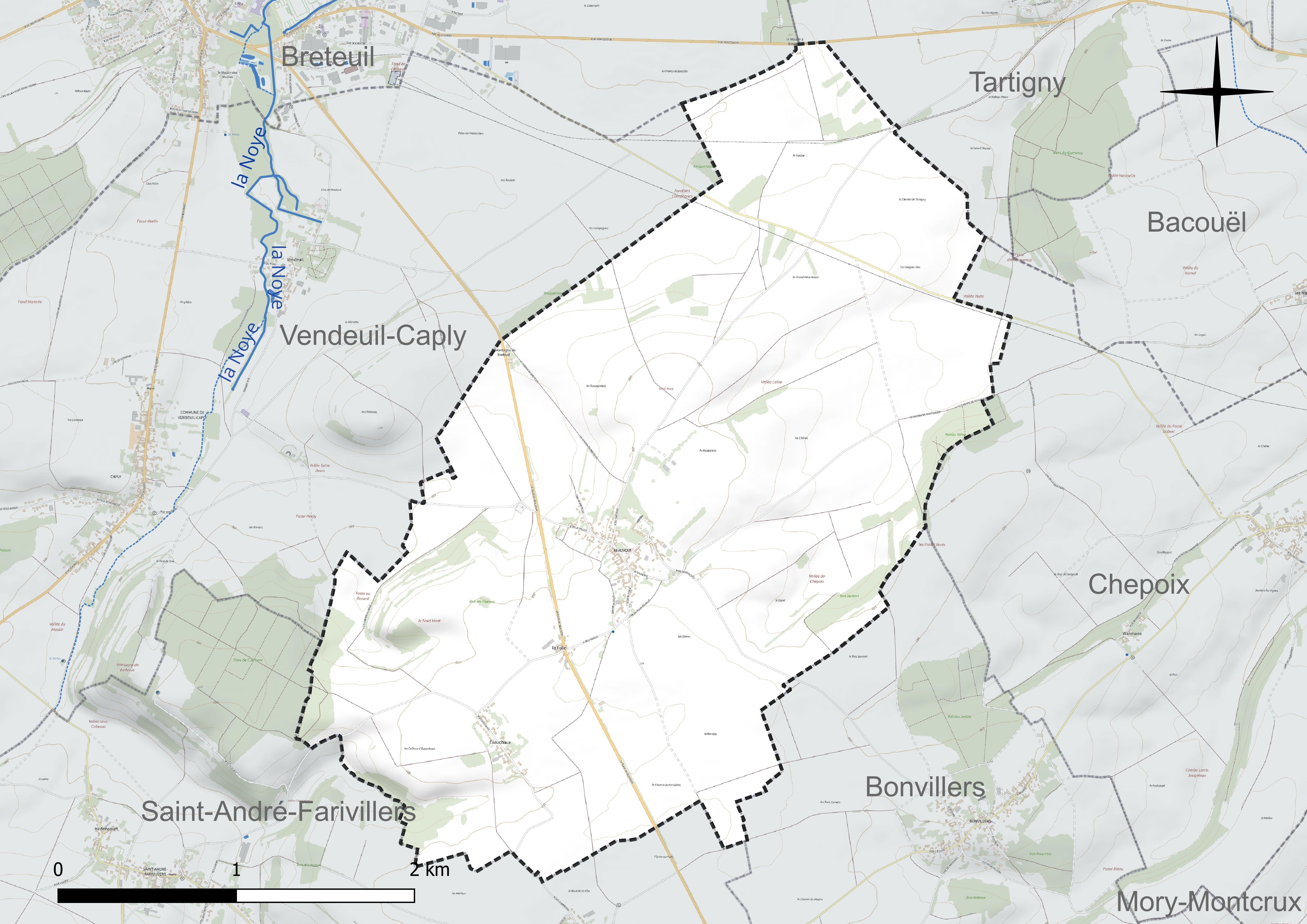
Réseau hydrographique de Beauvoir.

### Climat
Pour des articles plus généraux, voir Climat des Hauts-de-France et Climat de l'Oise.
En 2010, le climat de la commune est de type climat océanique dégradé des plaines du Centre et du Nord, selon une étude du CNRS s'appuyant sur une série de données couvrant la période 1971-2000. En 2020, Météo-France publie une typologie des climats de la France métropolitaine dans laquelle la commune est exposée à un climat océanique et est dans la région climatique  Nord-est du bassin Parisien, caractérisée par un ensoleillement médiocre, une pluviométrie moyenne régulièrement répartie au cours de l'année et un hiver froid (3 °C). 
Pour la période 1971-2000, la température annuelle moyenne est de 10,1 °C, avec une amplitude thermique annuelle de 14,2 °C. Le cumul annuel moyen de précipitations est de 692 mm, avec 11,6 jours de précipitations en janvier et 8,2 jours en juillet. Pour la période 1991-2020, la température moyenne annuelle observée sur la station météorologique la plus proche, située sur la commune de Rouvroy-les-Merles à 6 km à vol d'oiseau, est de 10,7 °C et le cumul annuel moyen de précipitations est de 647,9 mm,. Pour l'avenir, les paramètres climatiques de la commune estimés pour 2050 selon différents scénarios d'émission de gaz à effet de serre sont consultables sur un site dédié publié par Météo-France en novembre 2022.

## Urbanisme

### Typologie
Au 1er janvier 2024, Beauvoir est catégorisée commune rurale à habitat dispersé, selon la nouvelle grille communale de densité à sept niveaux définie par l'Insee en 2022.
Elle est située hors unité urbaine. Par ailleurs la commune fait partie de l'aire d'attraction de Breteuil, dont elle est une commune de la couronne,. Cette aire, qui regroupe 5 communes, est catégorisée dans les aires de moins de 50 000 habitants,.

### Occupation des sols
L'occupation des sols de la commune, telle qu'elle ressort de la base de données européenne d'occupation biophysique des sols Corine Land Cover (CLC), est marquée par l'importance des territoires agricoles (95 % en 2018), en diminution par rapport à 1990 (97,4 %). La répartition détaillée en 2018 est la suivante : 
terres arables (91,3 %), zones agricoles hétérogènes (3,7 %), forêts (2,6 %), zones urbanisées (2,4 %). L'évolution de l'occupation des sols de la commune et de ses infrastructures peut être observée sur les différentes représentations cartographiques du territoire : la carte de Cassini (XVIIIe siècle), la carte d'état-major (1820-1866) et les cartes ou photos aériennes de l'IGN pour la période actuelle (1950 à aujourd'hui).

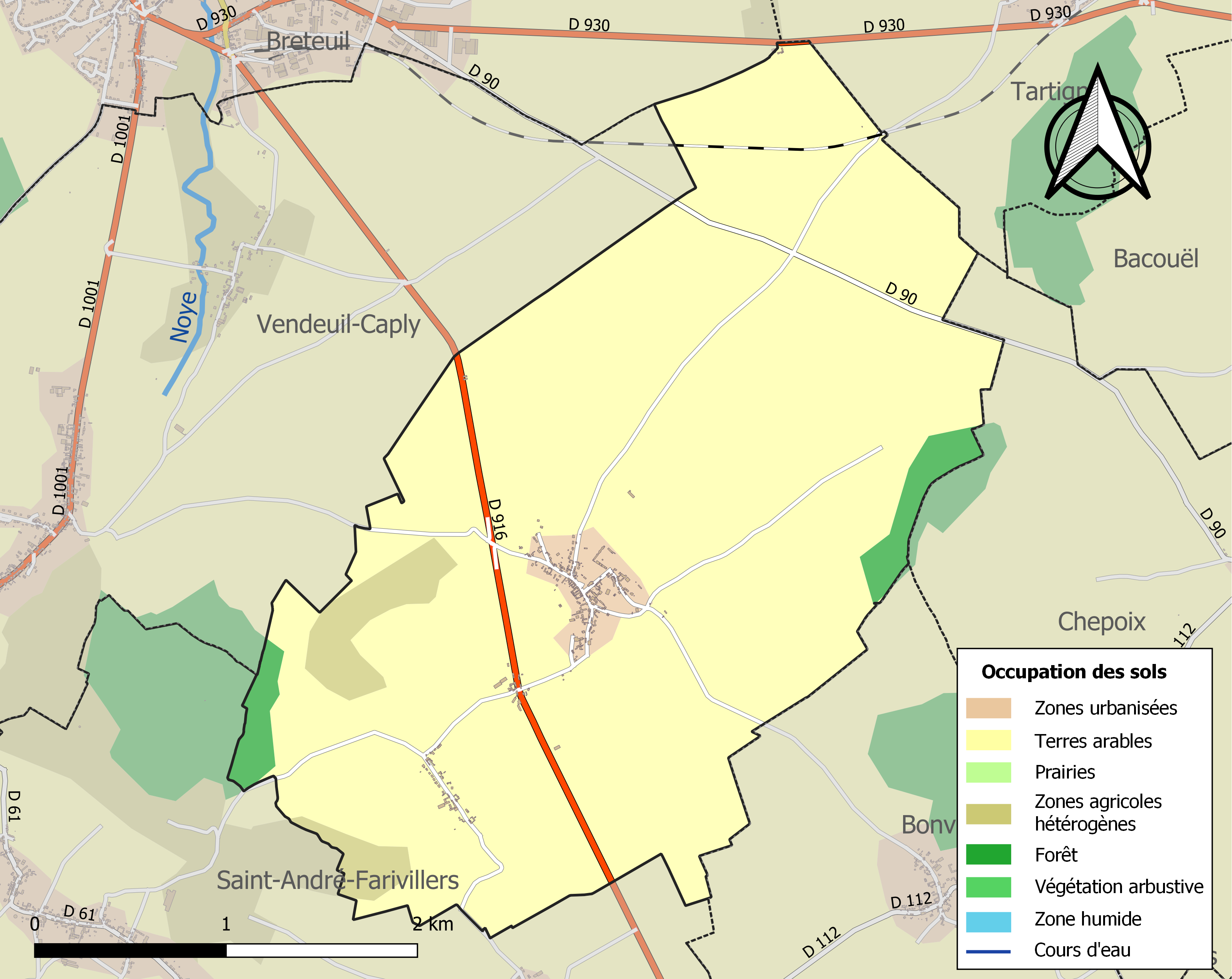
Carte des infrastructures et de l'occupation des sols de la commune en 2018 (CLC).

### Lieux-dits, hameaux et écarts
La commune est composée de Beauvoir ainsi que de deux hameaux, la Folie de Beauvoir et le hameau d'Evauchaux sis à environ un kilomètre.

### Habitat et logement
En 2018, le nombre total de logements dans la commune était de 118, alors qu'il était de 121 en 2013 et de 115 en 2008.
Parmi ces logements, 82,2 % étaient des résidences principales, 6,8 % des résidences secondaires et 11 % des logements vacants. Ces logements étaient pour 97,5 % d'entre eux des maisons individuelles et pour 1,7 % des appartements.
Le tableau ci-dessous présente la typologie des logements à Beauvoir en 2018 en comparaison avec celle de l'Oise et de la France entière. Une caractéristique marquante du parc de logements est ainsi une proportion de résidences secondaires et logements occasionnels (6,8 %) supérieure à celle du département (2,5 %) et à celle de la France entière (9,7 %). Concernant le statut d'occupation de ces logements, 83,5 % des habitants de la commune sont propriétaires de leur logement (84,3 % en 2013), contre 61,4 % pour l'Oise et 57,5 pour la France entière.
| Typologie                                               | Beauvoir | Oise | France entière |
| ------------------------------------------------------- | -------- | ---- | -------------- |
| Résidences principales (en %)                           | 82,2     | 90,4 | 82,1           |
| Résidences secondaires et logements occasionnels (en %) | 6,8      | 2,5  | 9,7            |
| Logements vacants (en %)                                | 11       | 7,1  | 8,2            |

### Voies de communication et transports
La commune est desservie, en 2023, par les lignes 624, 6122 et 6140 du réseau interurbain de l'Oise.

## Toponymie
Le nom primaire de la localité est attesté sous les formes villa sancti Dyonisii (1164) ; villa de sancto Dionisio cum ecclesia (1169).

Le nom de la localité est attesté sous les formes in grangia mea de Belvoiere (1229) ; Bellum videre (1258) ; Beauveir (vers 1270) ; de Bello videre (1275) ; de bello visu (XIIIe) ; sanctus Dionysius de Bellovidere (1320) ; Biauvoir (1399) ; Beaurevoir (vers 1460) ; Beauvoir en Beauvoisis (1540) ; Beauvoir (1840).

Le toponyme est issu de l'ancien français beau veoir « belle vue », « bel aspect ». Formé de l'adjectif beau et de l'infinitif voir. Il peut signifier « lieu d'où on l'on découvre une belle vue », ou, peut-être, plus simplement « lieu beau à voir ».
 
Le nom de Beauvoir serait à l'origine l'histoire d'une boutade de Jules César qui lors d'une expédition aurait vu juché du haut de Beauvoir la vallée Saint Denis en feu, Jules César se serait alors exclamé : « Comme c'est beau à voir ! ». 
Il n'est pas exclu que Beauvoir comme Beauvais trouve son origine dans Bello, du peuple gaulois des Bellovaques.

## Histoire
Selon la légende, le nom de Beauvoir serait à l'origine l'histoire d'une boutade de Jules César qui lors d'une expédition aurait vu juché du haut de Beauvoir la vallée Saint Denis en feu, là où est notamment situé le théâtre gallo-romain de Bratus Spantium, Jules César se serait alors exclamé : « Comme c'est beau à voir ! ».
L'histoire de Beauvoir remonte bien à  l'époque de Jules César : le site gallo-romain de Vendeuil-Caply, qui pourrait être l'oppidum de  Bratuspantium, s'étend partiellement sur les communes de Beauvoir et de Saint-André-Farivillers. L'ancienne voie romaine de Saint-Just-en-Chaussée à Amiens passe près du cimetière de Beauvoir.

## Politique et administration

### Rattachements administratifs et électoraux
La commune se trouve dans l'arrondissement de Clermont du département de l'Oise. Pour l'élection des députés, elle fait partie de la première circonscription de l'Oise.
Elle faisait partie depuis 1802 du canton de Breteuil. Dans le cadre du redécoupage cantonal de 2014 en France, la commune rejoint le canton de Saint-Just-en-Chaussée.

### Intercommunalité
La commune faisait partie de la communauté de communes des Vallées de la Brèche et de la Noye créée fin 1992.
Dans le cadre des dispositions de la loi portant nouvelle organisation territoriale de la République (Loi NOTRe) du 7 août 2015, qui prévoit que les établissements publics de coopération intercommunale (EPCI) à fiscalité propre doivent avoir un minimum de 15 000 habitants, le préfet de l'Oise a publié en octobre 2015 un projet de nouveau schéma départemental de coopération intercommunale, qui prévoit la fusion de plusieurs intercommunalités, et notamment celle de Crèvecœur-le-Grand (CCC) et celle des Vallées de la Brèche et de la Noye (CCVBN), soit une intercommunalité de 61 communes pour une population totale de 27 196 habitants.
Après avis favorable de la majorité des conseils communautaires et municipaux concernés, cette intercommunalité dénommée communauté de communes de l'Oise picarde et dont la commune est désormais membre, est créée au 1er janvier 2017.

### Liste des maires
| Période                                  | Période                       | Identité        | Étiquette | Qualité                         |
| ---------------------------------------- | ----------------------------- | --------------- | --------- | ------------------------------- |
| Les données manquantes sont à compléter. |                               |                 |           |                                 |
| vers 1800                                |                               | Roch Chouquet   |           |                                 |
| Les données manquantes sont à compléter. |                               |                 |           |                                 |
| 1947                                     | 1989                          | Ernest Lelièvre |           |                                 |
| 1989                                     | 2001                          | René Dieudonné  |           |                                 |
| mars 2001                                | 2004                          | René Budin      |           |                                 |
| mars 2004                                | En cours (au 2 décembre 2020) | Laurent Tribout | NC        | Réélu pour le mandat 2020-2026, |

## Population et société

### Démographie

#### Évolution démographique
L'évolution du nombre d'habitants est connue à travers les recensements de la population effectués dans la commune depuis 1793. Pour les communes de moins de 10 000 habitants, une enquête de recensement portant sur toute la population est réalisée tous les cinq ans, les populations de référence des années intermédiaires étant quant à elles estimées par interpolation ou extrapolation. Pour la commune, le premier recensement exhaustif entrant dans le cadre du nouveau dispositif a été réalisé en 2008.

En 2022, la commune comptait 224 habitants, en évolution de −11,11 % par rapport à 2016 (Oise : +0,87 %, France hors Mayotte : +2,11 %).
| 1793 | 1800 | 1806 | 1821 | 1831 | 1836 | 1841 | 1846 | 1851 |
| ---- | ---- | ---- | ---- | ---- | ---- | ---- | ---- | ---- |
| 441  | 452  | 493  | 428  | 468  | 493  | 485  | 455  | 467  |

| 1856 | 1861 | 1866 | 1872 | 1876 | 1881 | 1886 | 1891 | 1896 |
| ---- | ---- | ---- | ---- | ---- | ---- | ---- | ---- | ---- |
| 397  | 390  | 355  | 302  | 303  | 330  | 346  | 322  | 278  |

| 1901 | 1906 | 1911 | 1921 | 1926 | 1931 | 1936 | 1946 | 1954 |
| ---- | ---- | ---- | ---- | ---- | ---- | ---- | ---- | ---- |
| 261  | 254  | 251  | 246  | 243  | 241  | 220  | 213  | 246  |

| 1962 | 1968 | 1975 | 1982 | 1990 | 1999 | 2006 | 2008 | 2013 |
| ---- | ---- | ---- | ---- | ---- | ---- | ---- | ---- | ---- |
| 219  | 217  | 169  | 172  | 202  | 217  | 269  | 284  | 271  |

| 2018 | 2022 | - | - | - | - | - | - | - |
| ---- | ---- | - | - | - | - | - | - | - |
| 225  | 224  | - | - | - | - | - | - | - |

#### Pyramide des âges
La population de la commune est relativement jeune.
En 2018, le taux de personnes d'un âge inférieur à 30 ans s'élève à 30,7 %, soit en dessous de la moyenne départementale (37,3 %). À l'inverse, le taux de personnes d'âge supérieur à 60 ans est de 21,7 % la même année, alors qu'il est de 22,8 % au niveau départemental.
En 2018, la commune comptait 111 hommes pour 114 femmes, soit un taux de 50,67 % de femmes, légèrement inférieur au taux départemental (51,11 %).
Les pyramides des âges de la commune et du département s'établissent comme suit.
| Hommes | Classe d’âge | Femmes |
| ------ | ------------ | ------ |
| 0,0    | 90 ou +      | 0,9    |
| 7,2    | 75-89 ans    | 8,8    |
| 11,7   | 60-74 ans    | 14,9   |
| 29,7   | 45-59 ans    | 24,6   |
| 18,0   | 30-44 ans    | 22,8   |
| 15,3   | 15-29 ans    | 14,0   |
| 18,0   | 0-14 ans     | 14,0   |

| Hommes | Classe d’âge | Femmes |
| ------ | ------------ | ------ |
| 0,5    | 90 ou +      | 1,4    |
| 5,5    | 75-89 ans    | 7,6    |
| 15,6   | 60-74 ans    | 16,3   |
| 20,8   | 45-59 ans    | 20     |
| 19,4   | 30-44 ans    | 19,4   |
| 17,6   | 15-29 ans    | 16,2   |
| 20,6   | 0-14 ans     | 19,1   |

## Culture locale et patrimoine

### Lieux et monuments
- Église Saint-Denis : constituée uniquement de briques, elle fut érigée en 1865. Le chœur date cependant du XVIIIe siècle. L'édifice, d'une hauteur de 28 mètres et est surmonté d'un coq en métal. L'ancienne église, ne se situant pas au même endroit, se trouvait dans le cimetière communal, non loin de la vallée Saint Denis, à l'ouest de la commune.

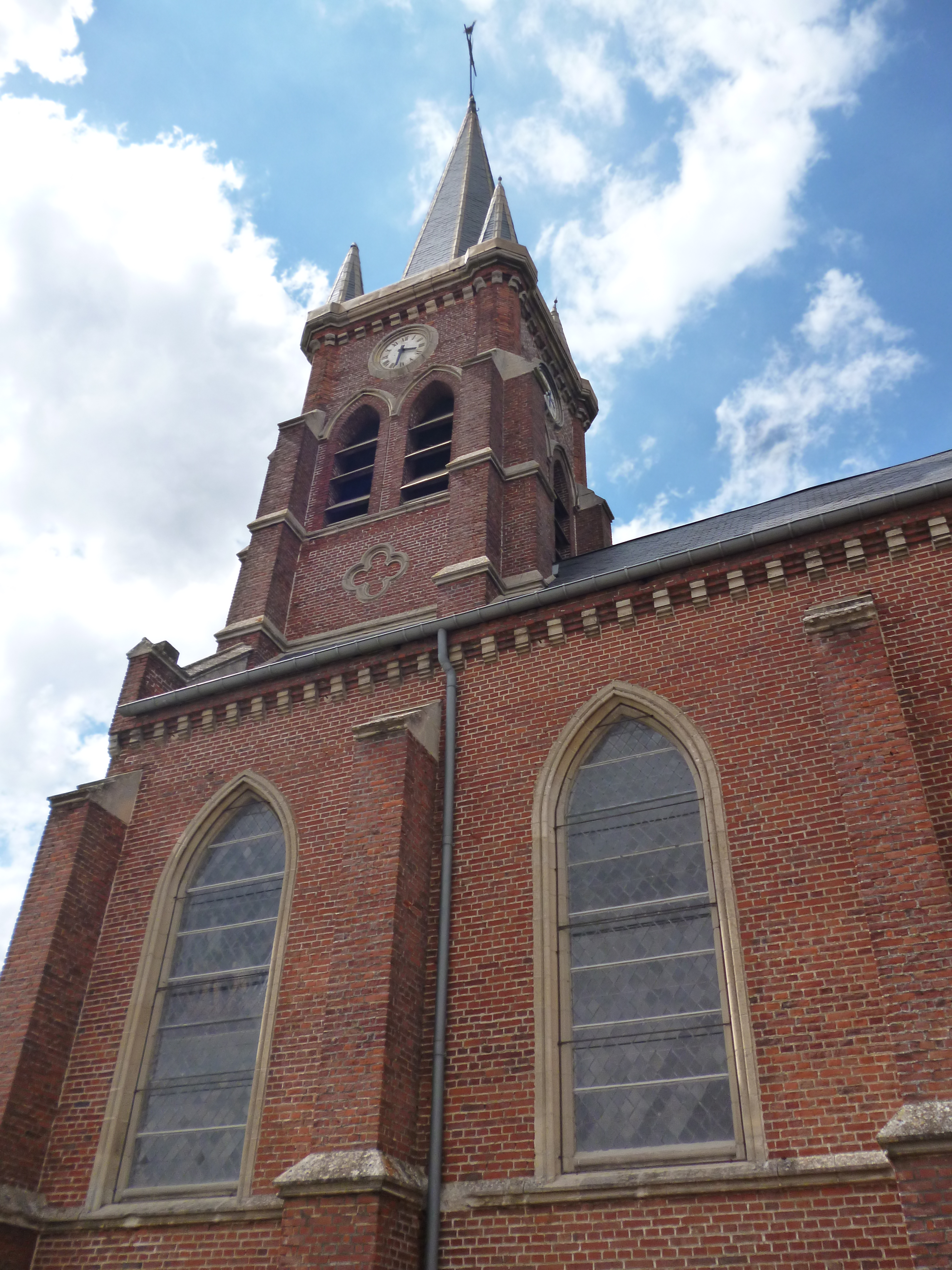
Église Saint-Denis.
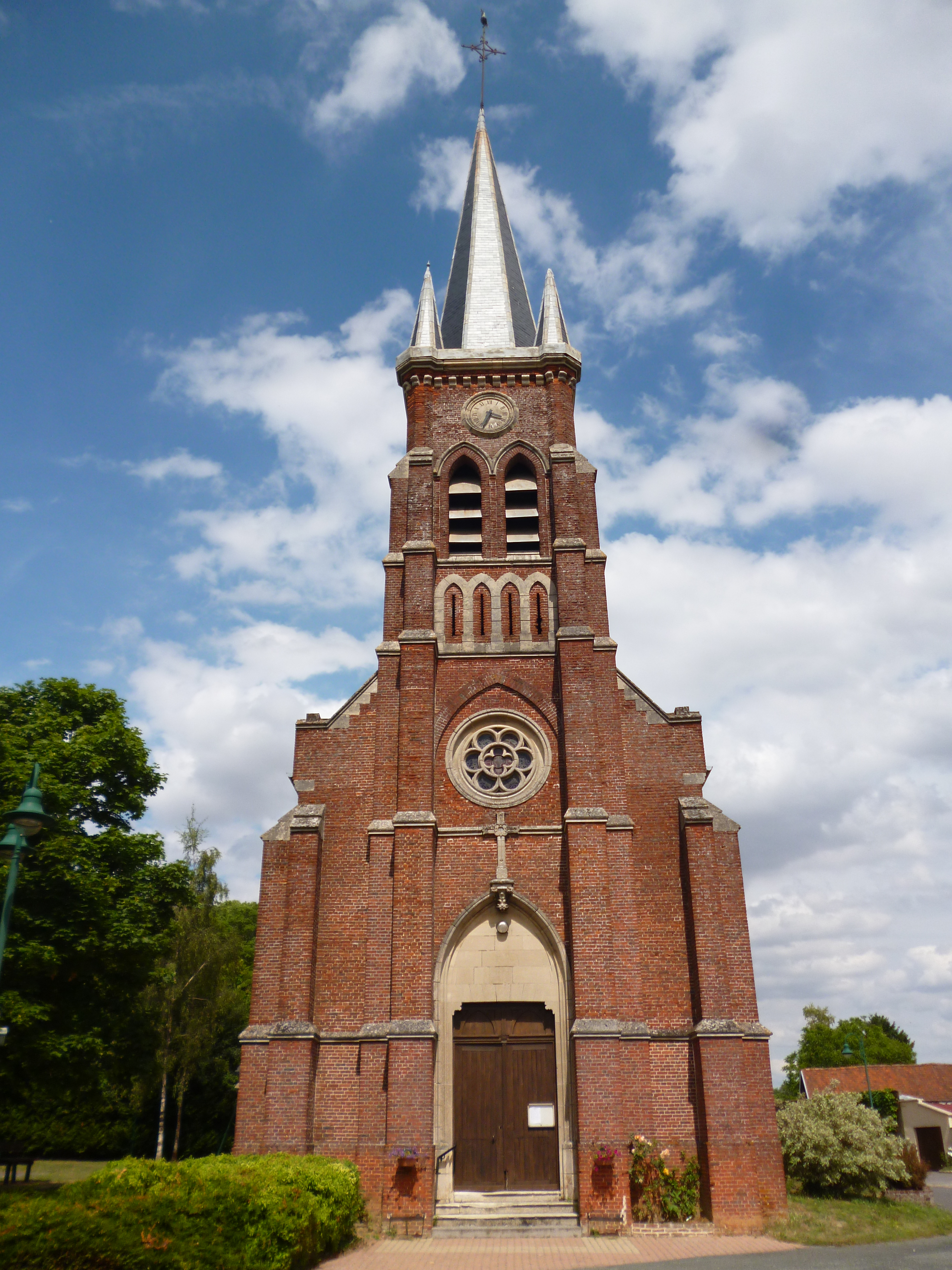
Église Saint-Denis.
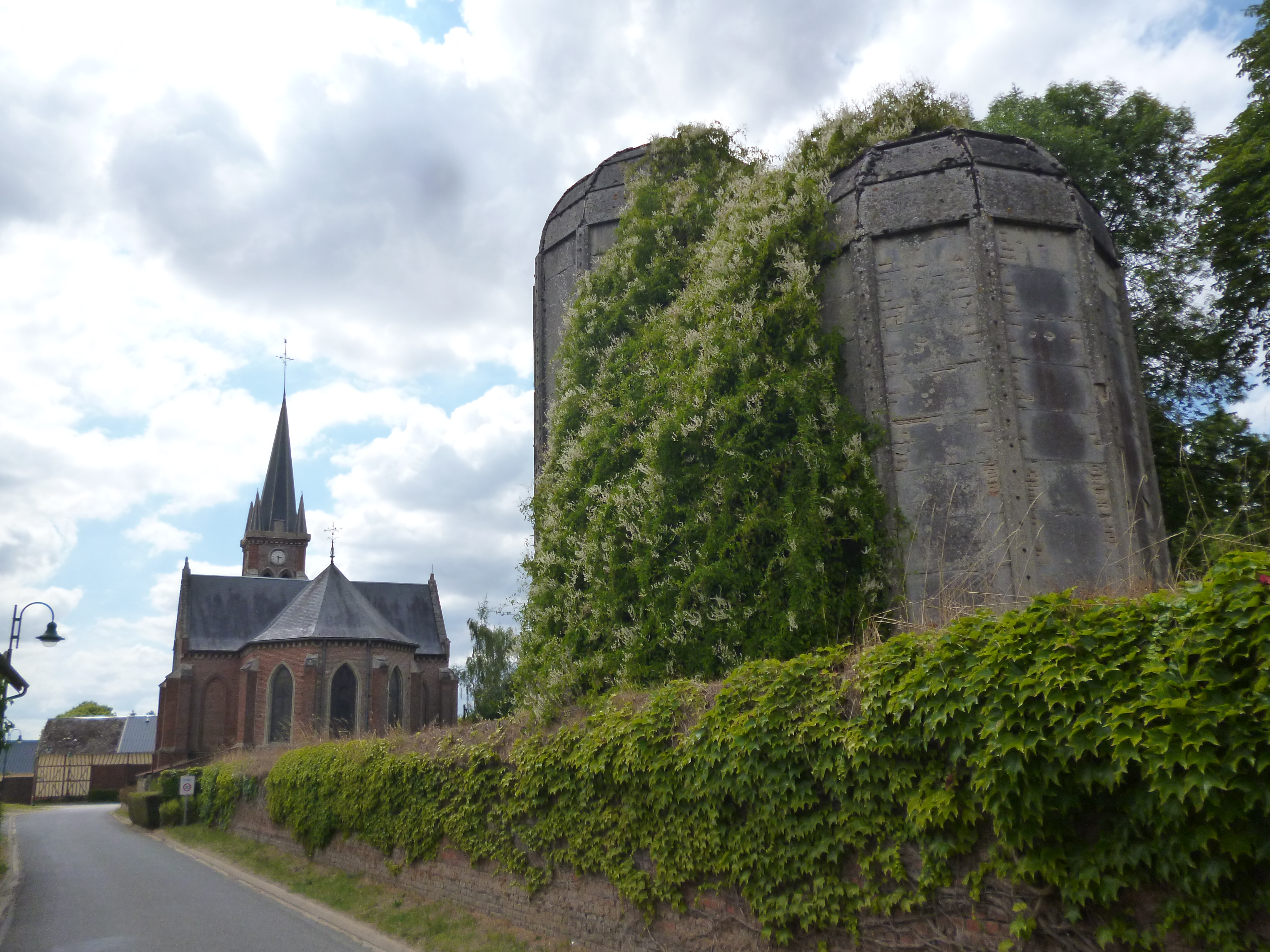
Église Saint-Denis et silo.

- Le château : Les sous-sols du château sont constitués d'un réseau de galeries souterraines encore en assez bon état. Le château construit au XVIIIe siècle a fait suite à l'éboulement d'un château fort érigé non loin de là. Il possède une chapelle. Le château a partiellement brûlé dans la nuit du 23 au 24 avril 2015[29]. Heureusement, les propriétaires ne logeaient plus dans le château. Des travaux de reconstruction sont en cours.
- Oratoire Saint-Denis

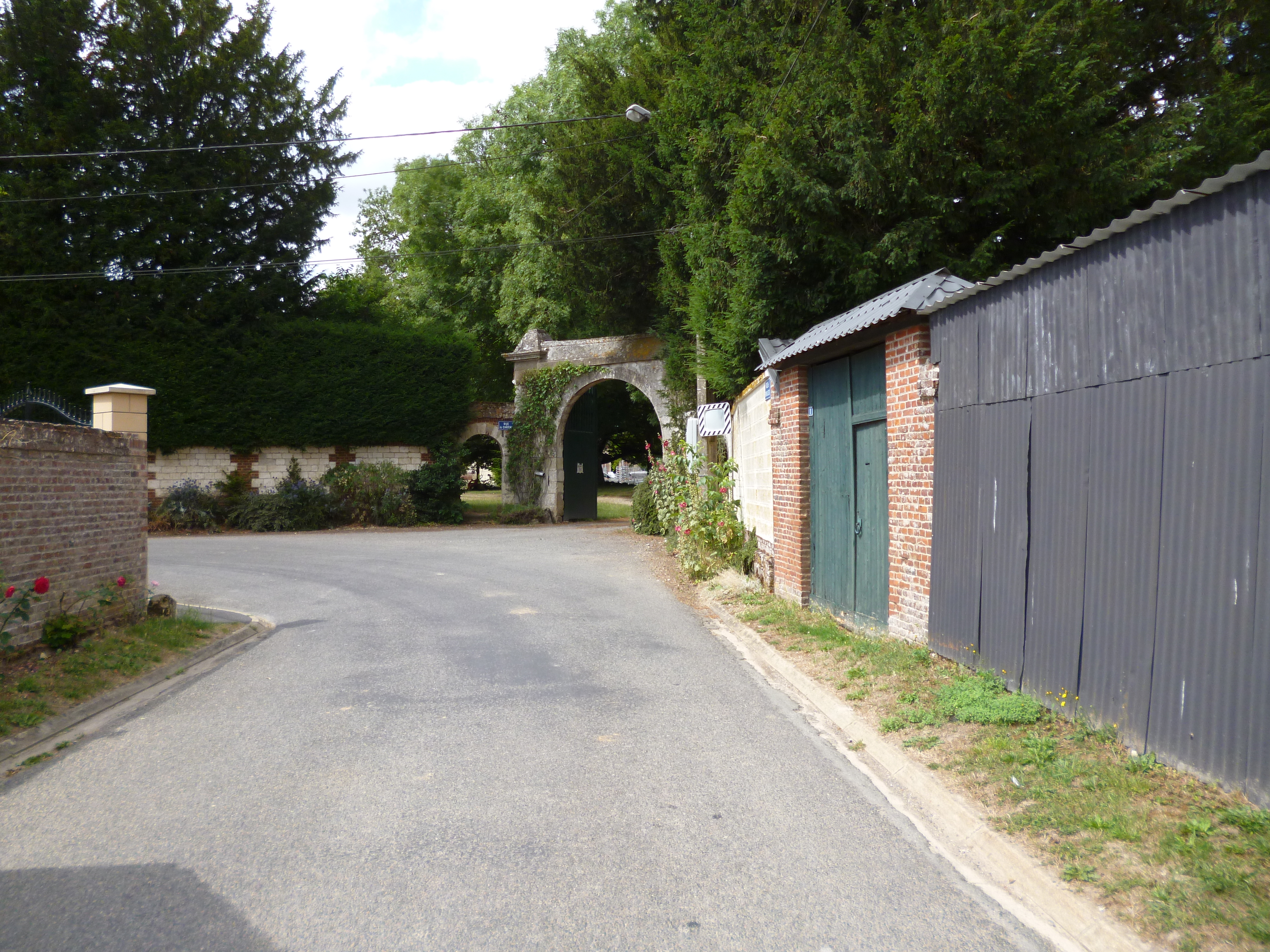
Entrée du château.
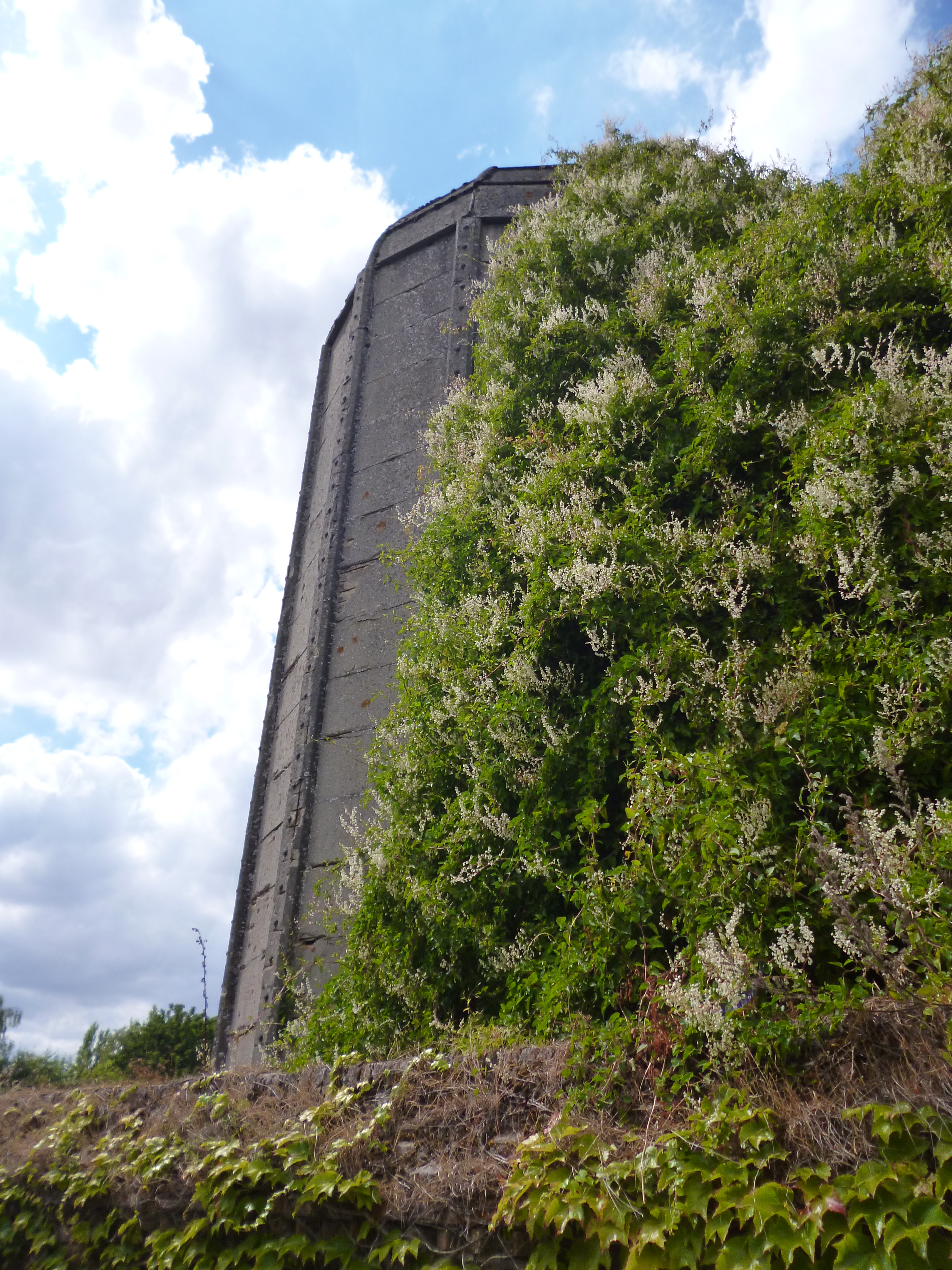
Silo.
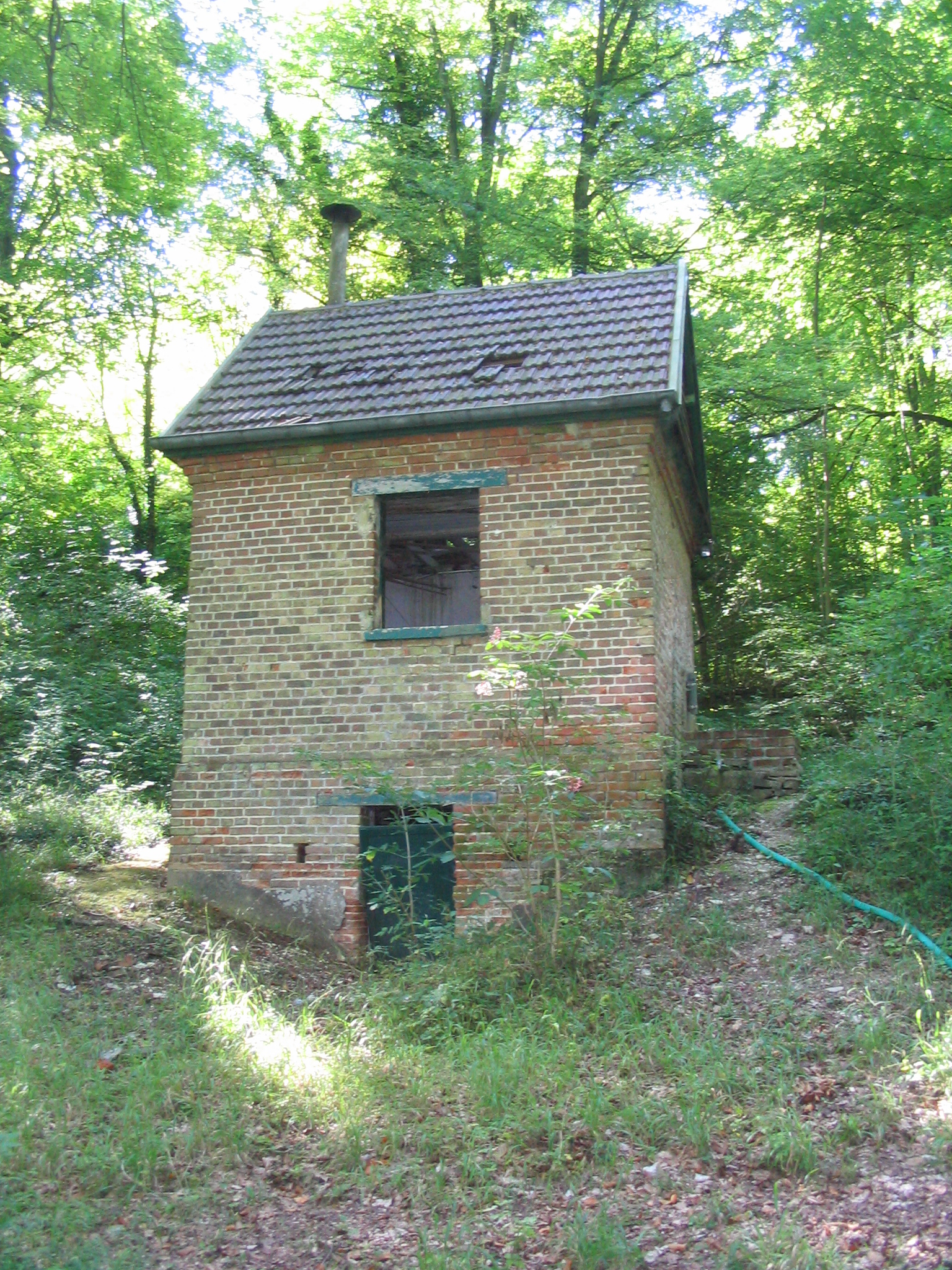
Pavillon de chasse, situé dans la remise Talma.
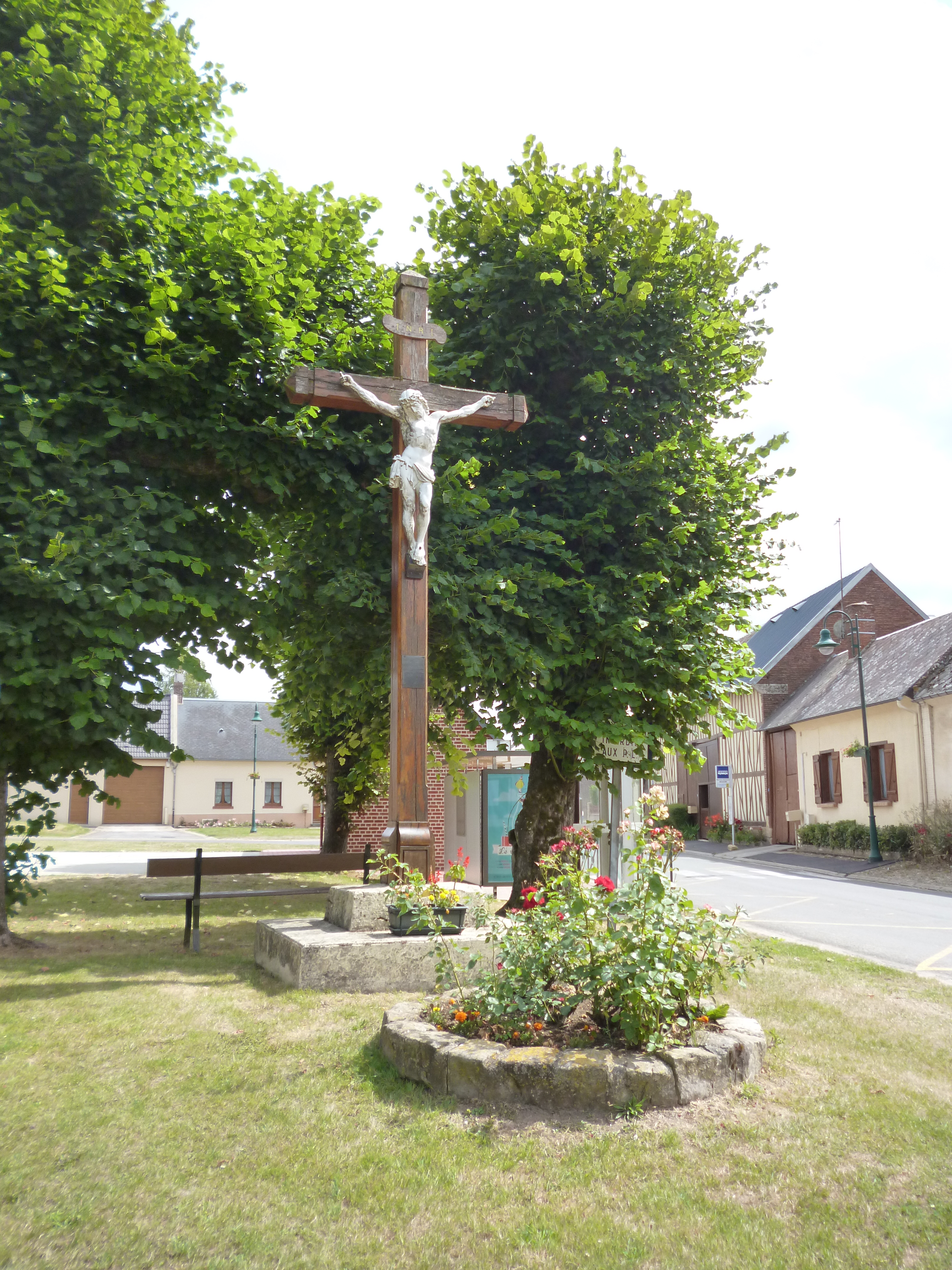
Calvaire situé à proximité de l'église.

- Le cimetière avec son calvaire
- Le monument aux morts et le carré militaire

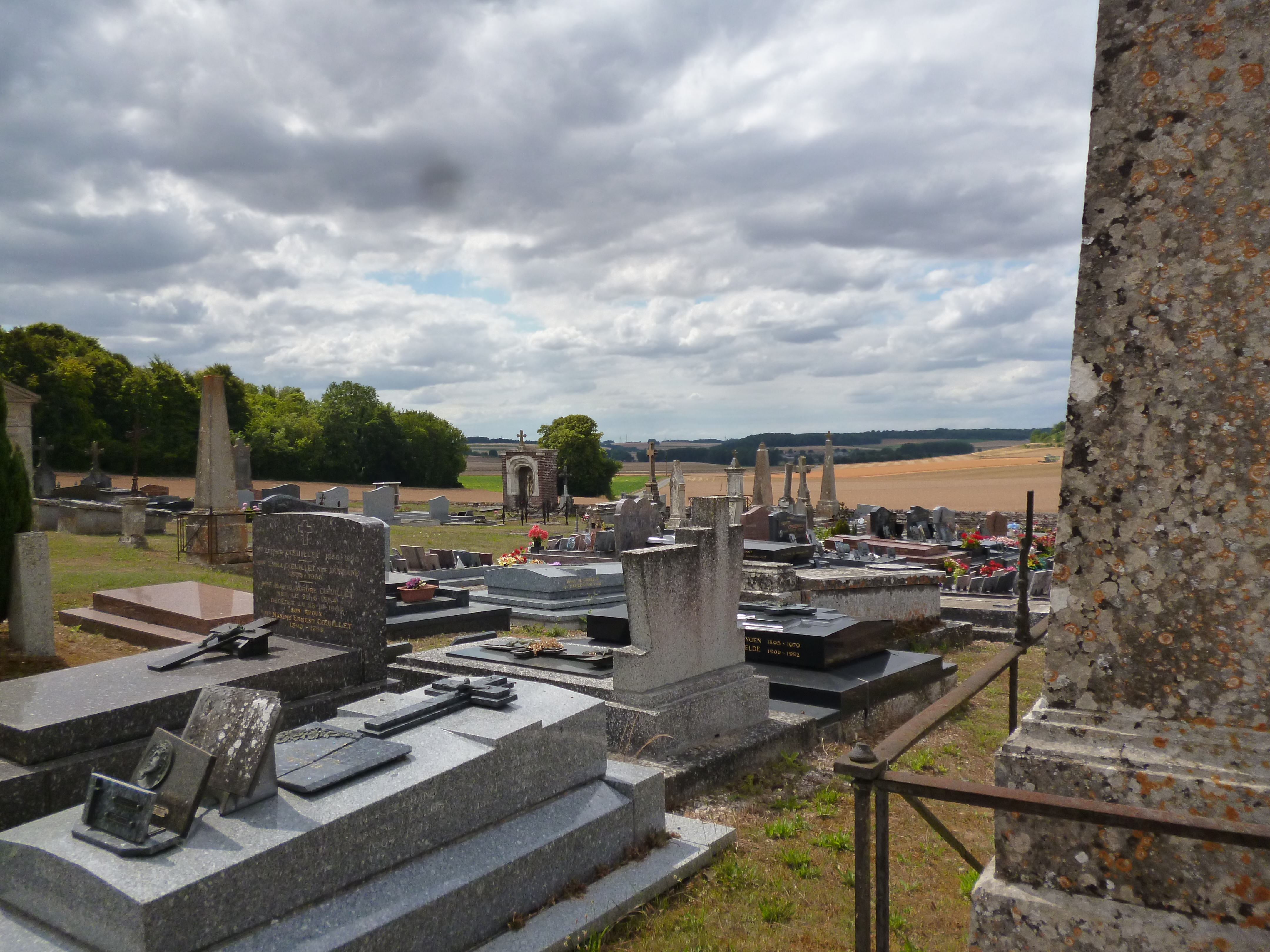
Cimetière.
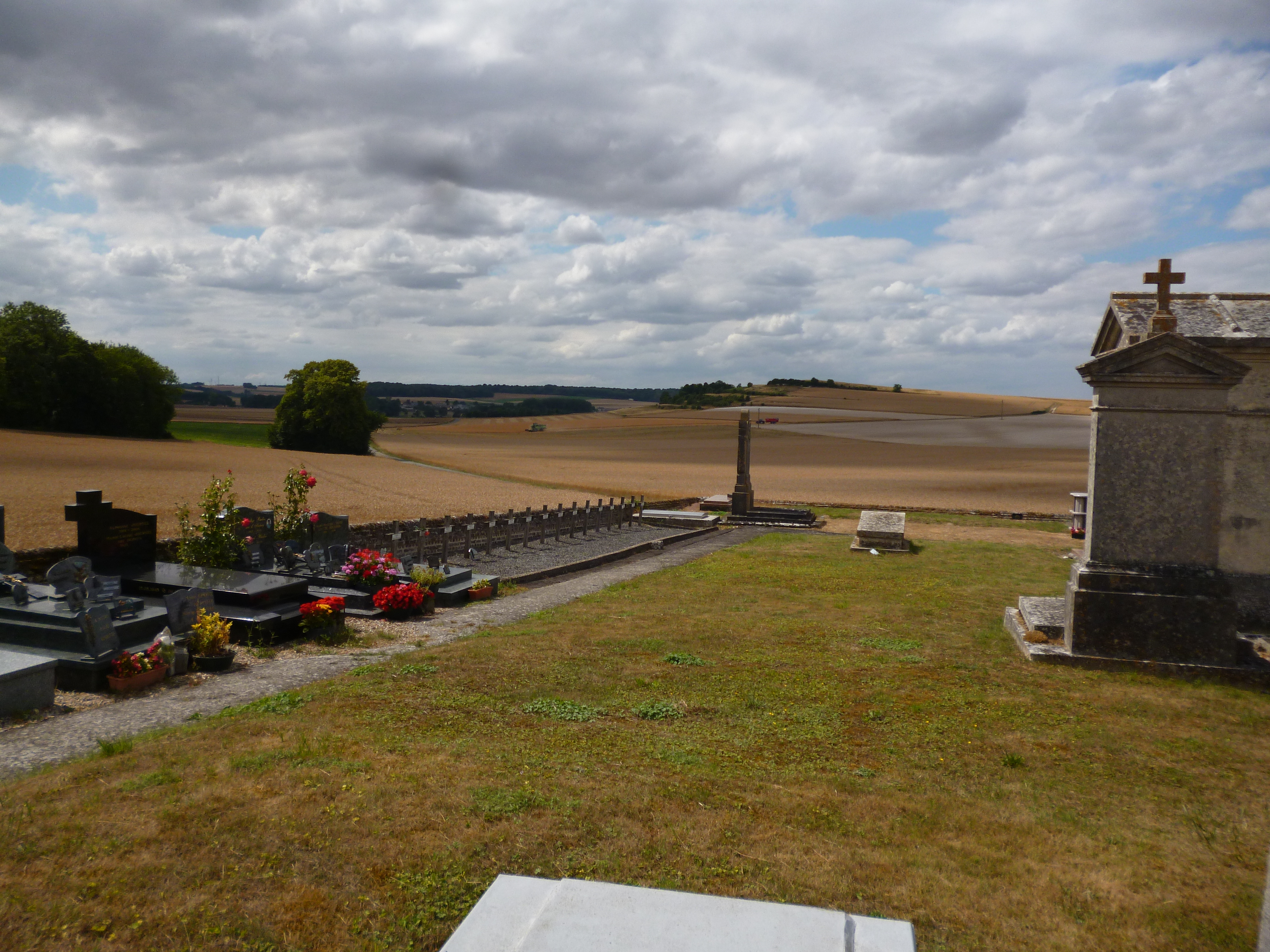
Cimetière.
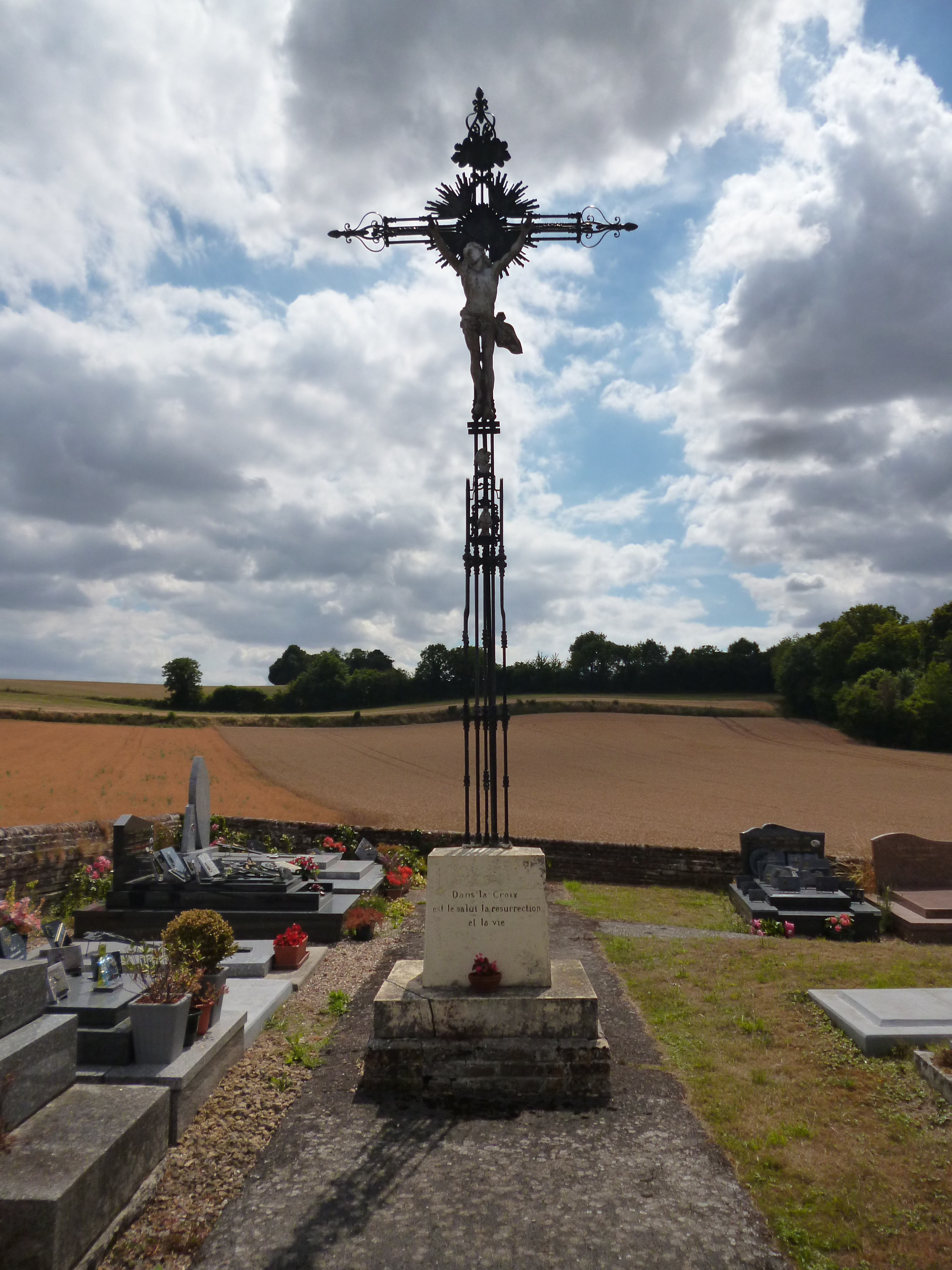
Calvaire du cimetière.
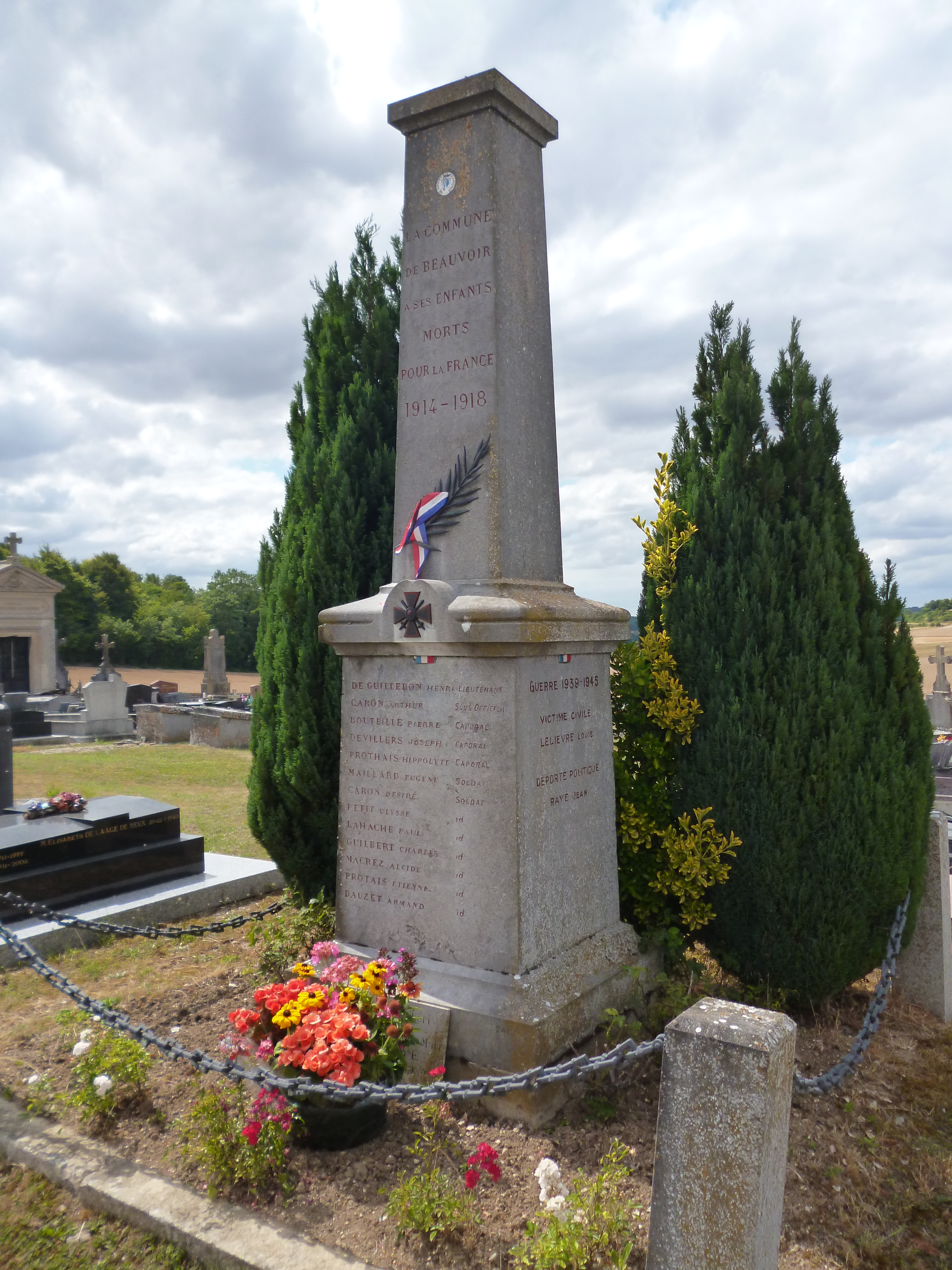
Monument aux morts, situé dans le cimetière.
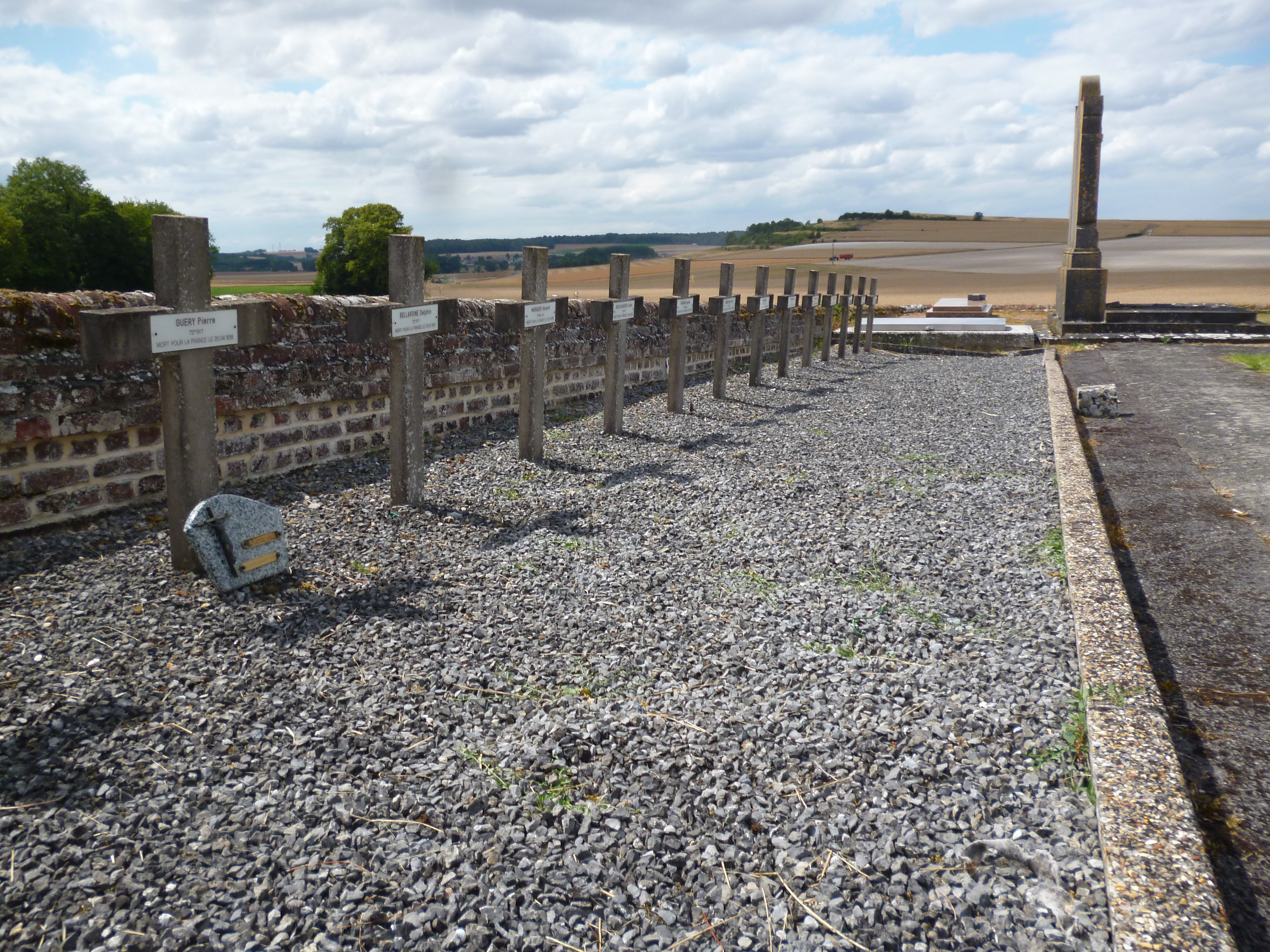
Le carré militaire de soldats morts pour la France pendant la Première Guerre mondiale.